# PGM-19 Jupiter

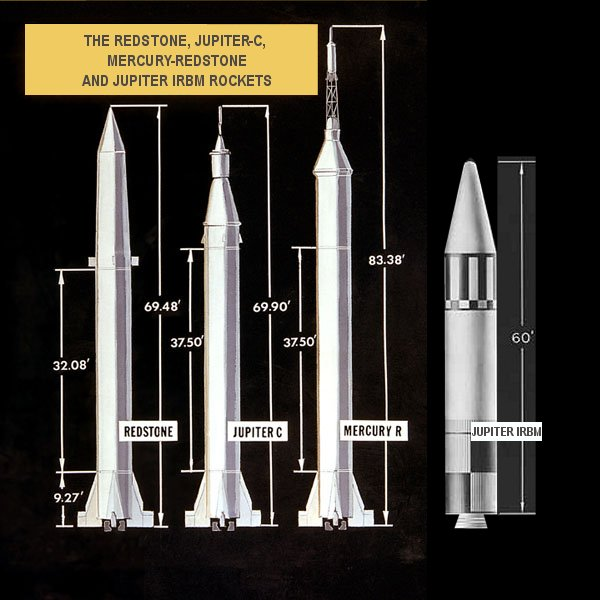
Jupiter och Redstone.

PGM-19 Jupiter var USA:s första ballistiska robot med medelräckvidd, utvecklad vid Redstone Arsenal i Huntsville i Alabama. Den bar en vätebomb av typ W49.
Raketen bestod av endast ett steg och drevs av en S-3D-raketmotor, som matades med RP-1 och flytande syre.
Raketen kom aldrig att stå startklar för Strategic Air Command på amerikanskt fastland. Raketen testades flera gånger från Cape Canaveral Air Force Station (CCAFS) i Florida.

## Jupiter i Europa
1958 ville USA placera ett antal Jupiter-robotar i Frankrike, men Frankrike sa nej.
Mellan 1961 och 1963 var ett antal robotar bestyckade och utplacerade i Italien och Turkiet. Dessa robotar spelade en avgörande roll i Kubakrisen. Då de ansågs föråldrade förhandlades de bort genom en kompromiss mellan Kennedy och Chrusjtjov.

## Juno II
Juno II var en raket med en Jupiter som förstasteg och olika kombinationer av MGM-29 Sergeant som raketens övriga steg.

## Saturn I och Saturn IB
Saturn I:s och Saturn IB:s förstasteg byggde på en kombination av ett Jupiter förstasteg och åtta Redstone förstasteg.